# یواس‌اس ارکاب (ای‌کی-۱۳۰)
یواس‌اس ارکاب (ای‌کی-۱۳۰) (به انگلیسی: USS Arkab (AK-130)) یک کشتی بود که طول آن ۴۴۱ فوت ۶ اینچ (۱۳۴٫۵۷ متر) بود. این کشتی در سال ۱۹۴۴ ساخته شد.